# Platyny
Platyny (niem. Platteinen, Płatyny) – wieś w Polsce położona w województwie warmińsko-mazurskim, w powiecie olsztyńskim, w gminie Olsztynek. W latach 1975–1998 miejscowość administracyjnie należała do województwa olsztyńskiego.
Wieś położona 2 km od szosy Olsztynek – Ostróda. We wsi jest czteroklasowa szkoła, świetlica wiejska i sklepy.

## Historia
W 1328 r. komtur ostródzki nadał swojemu słudze Bendikowi 10 włók w Glądach oraz 60 włók w Płatynach z 12 latami wolnizny. Platyny lokowano w 1360 r. na prawie chełmińskim. W czasach krzyżackich wieś pojawia się w dokumentach w roku 1411, podlegała pod komturię w Olsztynku, były to dobra rycerskie o powierzchni 50 włók.
W 1939 r. w Platynach było 280 mieszkańców, w tym czasie majątek dworski Platyny był własnością Johannesa Kampfa. W tym czasie we wsi była poczta, szkoła, sklep i gorzelnia. Większość mieszkańców pracowała w majątku. 
W 1949 r. powstała w Platynach Rolnicza Spółdzielnia Produkcyjna "Ostrowianka", którą założyli byli osiedleńcy z okolic Ostrowi Mazowieckiej (przybyli po 1945 r.). W 1994 r. Spółdzielnia przekształciła się w Przedsiębiorstwo "Platyny", a później w "Interfood Platyny", z udziałem kapitału włoskiego. W ramach tej firmy działały: gorzelnia, masarnia, ferma drobiu, prowadzona była także produkcja rolna. 
W 1997 r. we wsi było 356 mieszkańców, natomiast w 2005 r. we wsi mieszkało 325 osób.

## Zabytki
- Dwór klasycystyczny z przełomu XVIII i XIX w. parterowy z piętrowym ryzalitem, obok pozostałości parku oraz zabudowa folwarczna[6].